# Franse Senaatsverkiezingen 1971
De Franse Senaatsverkiezingen van 1971 vonden op 29 september 1971 plaats. Het was de vierde keer dat een derde van de Senaat werd gekozen tijdens de Vijfde Franse Republiek.

## Verkiezingsprocedure
De Franse Senaat wordt indirect gekozen door middel van kiesmannen (grands électeurs), lokale volksvertegenwoordigers, zoals regionale-, departements-, en (soms) stadsbestuurders (w.o. burgemeesters en wethouders).

## Uitslag
| Groepering                                 | Afkorting | Zetels | Verschil | Percentage |
| ------------------------------------------ | --------- | ------ | -------- | ---------- |
| Républicains indépendants                  | RI        | 59     | 5        | 20,8 %     |
| Socialiste                                 | SOC       | 49     | 3        | 17,3%      |
| Union centriste des démocrates de progrès  | UCDP      | 46     | 1        | 16,3%      |
| Union des Démocrates pour la République    | UDR       | 38     | 2        | 13,4%      |
| Gauche Démocratique                        | GD        | 38     | 5        | 13,4%      |
| Niet-ingeschrevenen                        | NI        | 19     | 5        | 6,7%       |
| Communiste                                 | COM       | 18     | 0        | 6,4%       |
| Républicains indépendants d'action sociale | RIAS      | 16     | 3        | 5,7%       |
| Totaal:                                    |           | 283    | 0        | 100,0 %    |

## Voorzitter
| Afbeelding | Persoon     | Datum van verkiezingen | Opmerking |
| ---------- | ----------- | ---------------------- | --------- |
|            | Alain Poher | 2 oktober 1971         | herkozen  |